# 一六四〇年英国革命史
《一六四〇年英国革命史》（英语：History of the English revolution of 1640，法语：Histoire de la révolution d'Angleterre depuis l'avènement de Charles Ier jusqu'à sa mort），记录了自1625年至查理一世被处决的1649年之间的历史。作者是法国首相 (1847年-1848年)、著名历史学家基佐，1846年出版。中译者为翻译家伍光建，1936年译成初稿，1941年又作了修改。